# 뉴욕시 교육위원회 대 탐 에프 소송
장애인교육법(아이디어)은 미연방 주정부들이 장애인에게 "무상 맞춤형 공교육"을 제공하도록 강제한다.
왜냐하면 바이어컴 간부 탐 프레스턴의 아들 길버트를 위한 “개별화된 교육 프로그램”을 뉴욕시 교육청이 가지고 있지 않았기 때문에, 특수 [교육] 필요 학생을 위한 사립학교인, 스티븐 게이너 학교에 프레스턴은 그의 아들을 등록시켰다.
학교 지구는 그 학교 수업료에 대해 프레스턴에게 소급지원했다. 
이 년 후에 학교 지구는 다른 공립학교에 길버트의 자리를 제안했다.
프레스턴은 그 제안을 거부했고 다시 사립학교 수업료에 대한 소급지원을 신청했다. 
미연방 법원은 왜냐하면 길버트가 공립학교에 등록되지 않았기 때문에, 아이디어가 학교 지구로 하여금 프레스턴에게 예산소급하도록 강제하지 않는다고 판결했다.
오예즈가 기록한 것에 의하면, 아이디어 법은 “‘공공 기관 주도의 특수 교육과 그와 관련한 서비스를 이전에 받았던’ 아동에 대한 소급지원을 정당화하지만, 그것은 공교육을 받지 않은 아동의 부모는 소급지원을 받을 자격이 없다고 명확하게 명시하지는 않는다.”
‘미연방 2순회 항소 법원’은 2006년 8월 9일에 지방 법원의 결정을 파기했는데, 다투어지는 법의 절 내용을, 아이디어가 공립학교에 등록되지 않은 학생들에 대한 소급지원을 거부하도록 의도되지 않는다는 다른 절 내용과 비교해서 심리하면서 말이다.
법원은 지방법원 판결을 유지하는 것은 부모로 하여금 그들의 아이들을 수업료 소급지원의 필요 조건으로 맞춤형이 아닌 공립학교에 등록시키도록 강제할 것이라고 판결했다.
학교 지구는 릿 오브 세셔래리[상고명령서] 신청을 2006년 11월 3일에 대법원에 했다.
2007년 2월 26일에 대법원은 상고명령서를 주었다.
이후 그 해에 ‘뉴욕시 교육청 대 탐 에프’에서 대법원은 탐의 승소로 판결했다.